# Buddy Longway
Buddy Longway ist eine frankobelgische Western-Comicserie, die von Derib getextet und gezeichnet wurde. Die Geschichten erschienen von 1972 bis 1987 und von 2002 bis 2006.

## Inhalt
Die Serie beschreibt das Leben von Buddy Longway, einem weißen Trapper, der in der zweiten Hälfte des 19. Jahrhunderts in Nordamerika lebt. Er kann die Indianerin Chinook vom Stamm der Sioux vor einer Versklavung durch weiße Siedler retten. Er heiratet diese und bekommt mit ihr zwei Kinder, Jeremiah und Kathleen, mit denen er in einer Holzhütte in der Wildnis lebt. Er ist Hilfsbereit und ein liebevoller Vater und sucht Frieden mit den Indianern.
Im Laufe seines Lebens wird Longway mit wilden Tieren, Naturgewalten, Goldsuchern, Siedlern und Militärs konfrontiert. Lange Zeit muss Longway auch alleine verbringen. Sein Sohn Jeremiah stirbt durch einen verirrten Pistolenschuss eines Soldaten. Schließlich werden Longway und Chinook von einem Indianer getötet. Dieser nahm Rache da sich Longway einst für dessen Rivalen eingesetzt hatte.

## Veröffentlichung
Eine erste Kurzgeschichte erschien 1972 in Tintin Sélection, daraufhin gab Chefredakteur Michel Régnier eine Fortsetzungsgeschichte für das Magazin Tintin in Auftrag. Wenige Monate nach der Vorveröffentlichung folgte jeweils ein Album bei Le Lombard. Die letzten vier Bände erschienen ohne Vorabdruck. Von 2010 bis 2011 erschien eine Komplettausgabe in fünf Sammelbänden beim Verlag.
In Deutschland erschienen die ersten vier Alben in den Jahren 1976 bis 1977 als Fortsetzungsgeschichten in den Ausgaben 36 bis 63 des Comicmagazins Yps. Die Bände 1 bis 6 erschienen in den Jahren 1981 bis 1984 als Comicalben beim Carlsen Verlag, die Bände 7 bis 8 wurde von 1990 bis 1991 bei Feest herausgegeben. Die Bände 9 bis 19 wurden von 1998 bis 2000 von Kult Editionen veröffentlicht und der Abschlussband kam 2010 bei Finix Comics heraus. Von 2015 bis 2016 erschienen alle 20 Comicalben in einer fünfbändigen Gesamtausgabe in der Egmont Comic Collection.
Die Serie erschien auf Niederländisch bei Le Lombard und Helmond, auf Portugiesisch bei Futura und Livraria Bertrand, auf Dänisch bei Carlsen, auf Schwedisch bei Cobolt, auf Norwegisch bei Semic, auf Kroatisch bei Bookglobe, auf Färöisch bei Bókadeild Føroya, auf Spanisch bei Ponent Mon, auf Finnisch bei Apollo und auf Bretonisch bei Keit Vimp Veit.

## Albenausgaben
- 1. Chinook (1974)
- 2. Der Feind (1975)
- 3. Ungebetene Gäste (1976)
- 4. Allein (1977)
- 5. Das Geheimnis (1977)
- 6. Der Elch (1978)
- 7. Der Winter der Pferde (1978)
- 8. Gefährliches Feuerwasser (1979)
- 9. Die erste Jagd (1980)
- 10. Der weisse Dämon (1981)
- 11. Die Rache (1982)
- 12. Captain Ryan (1983)
- 13. Der wilde Wind (1984)
- 14. Der Schwarzrock (1985)
- 15. Hooka-Hey (1986)
- 16. Die letzte Prüfung (1987)
- 17. Sieht über die Wolken (2002)
- 18. Die verirrte Kugel (2003)
- 19. Kathleens Zorn (2004)
- 20. Legende (2006) / Die Quelle (alternativer Namen im Egmont Sammelband Nr. 5)